# أغسطس ن. ألين
أغسطس ن. ألين (بالإنجليزية: Augustus N. Allen)‏ هو مهندس معماري أمريكي، ولد في 1868، وتوفي في 1958.